# Basileunculus rex
Basileunculus rex är en tvåvingeart som först beskrevs av Charles Howard Curran 1934.  Basileunculus rex ingår i släktet Basileunculus och familjen ögonflugor.
Artens utbredningsområde är Guyana. Inga underarter finns listade i Catalogue of Life.